# Crăciunul iubirii
Crăciunul iubirii (titlu original: Christmas Child) este un film de Crăciun american din 2003 regizat de William Ewing. Rolurile principale au fost interpretate de actorii Jodelle Ferland și  William R. Moses.
Christmas Child

## Prezentare
O statuie cu miracolul Nașterii îl ajută pe un om să afle mai multe despre trecutul său.

## Distribuție
- William R. Moses ca Jack Davenport
- Steven Curtis Chapman ca  Reverend Michael Curtis
- Tonya Bordeaux ca Alicia
- Juli Erickson ca Mrs. Schneider
- Megan Follows ca Megan Davenport
- Grant James ca Joe Ottolman
- Rebecca McCauley ca Vanessa
- Vicki Taylor Ross ca Naomi Williams
- Muse Watson ca Sheriff Jimmy James
- Mary Donnelly-Haskell ca Cindy
- Dennis Letts ca judecătorul orașului
- Deniece Williams ca un cântărețS